# 경북컬링훈련원
경북컬링훈련원(Gyeongbuk Curling Association)은 대한민국의 경상북도 의성군 의성읍에 위치한 컬링 경기장이다. 2006년 5월 개장하였으며, 대한민국의 최초로 컬링 경기장이기도 하다. 홈 구단은 경상북도체육회를 소속하고 있다.

## 같이 보기
- 의정부컬링경기장